# Malmfältens arbetareförening
Malmfältens arbetareförening var ett lokalt politiskt parti som var registrerat för val till kommunfullmäktige i Gällivare kommun. Partiet var representerat i Gällivare kommunfullmäktige under mandatperioden 1985/1988. Malmfältens arbetareförening bildades 1985 och upplöstes 1990. 1987 gick partiet ihop med Solidaritetspartiet för att bilda Förenade socialister - nybyggare. 1990 följde de resten av Förenade Socialister för att gå med i Arbetarlistan.